# TouchDevelop
 (septembre 2020).
Si vous disposez d'ouvrages ou d'articles de référence ou si vous connaissez des sites web de qualité traitant du thème abordé ici, merci de compléter l'article en donnant les références utiles à sa vérifiabilité et en les liant à la section « Notes et références ».
TouchDevelop est un environnement de programmation pour Windows 8 et Windows Phone conçue par Microsoft Research.
Il permet de créer des applications directement depuis un mobile équipé de Windows Phone 7.5 ou 8. Les applications conçues peuvent être partagées via TouchDevelop ou être exportées en tant qu'applications Windows 8 ou Windows Phone via le Windows Store et le Windows Phone Store.
Le développement d'applications se fait à l'aide d'un langage de script permettant d'accéder aux différentes fonctionnalités du téléphone. Chaque utilisateur peut installer, modifier et publier les applications d'autres utilisateurs.